# Isotomidae
Famille
Les Isotomidae sont une famille de collemboles.
Elle comporte plus de 1 400 espèces dans 108 genres actuels.

## Liste des genres
Selon Checklist of the Collembola of the World (version du 28 août 2019) :
- Anurophorinae Börner, 1901
  - Aggressopygus Potapov & Babenko, 2014
  - Antarctophorus Potapov, 1992
  - Anurophorus Nicolet, 1842
  - Appendisotoma Stach, 1947
  - Archisotoma Linnaniemi, 1912
  - Arlea Womersley, 1939
  - Blissia Rusek, 1985
  - Cryptopygus Willem, 1901
  - Cylindropygus Deharveng, Potapov & Bedos, 2005
  - Dagamaea Yosii, 1965
  - Dimorphacanthella Potapov, Bu, Huang, Gao & Luan, 2010
  - Folsomia Willem, 1902
  - Gnathofolsomia Deharveng & Christian, 1984
  - Haploisotoma Izarra, 1965
  - Hemisotoma Bagnall, 1949
  - Isotomiella Bagnall, 1939
  - Isotominella Delamare Deboutteville, 1948
  - Isotomodella Martynova, 1968
  - Isotomodes Axelson, 1907
  - Jesenikia Rusek, 1997
  - Martynovella Deharveng, 1979
  - Micranurophorus Bernard, 1977
  - Micrisotoma Bellinger, 1952
  - Mucracanthus Stebaeva, 1976
  - Mucrosomia Bagnall, 1949
  - Neocryptopygus Salmon, 1965
  - Octodontophora Tshelnokov, 1990
  - Pauropygus Potapov, Gao & Deharveng, 2013
  - Pectenisotoma Gruia, 1983
  - Pentacanthella Deharveng, 1979
  - Proctostephanus Börner, 1902
  - Proisotomodes Bagnall, 1949
  - Pseudanurophorus Stach, 1922
  - Pseudofolsomia Martynova, 1967
  - Rhodanella Salmon, 1945
  - Sahacanthella Potapov & Stebaeva, 1995
  - Secotomodes Potapov, 1988
  - Sibiracanthella Potapov & Stebaeva, 1995
  - Stachanorema Wray, 1957
  - Tetracanthella Schött, 1891
  - Tiancanthella Rusek, 1979
  - Tuvia Grinbergs, 1962
  - Uzelia Absolon, 1901
  - Weberacantha Christiansen, 1951
  - Womersleyella Salmon, 1944
  - Yosiiella Hüther, 1967
- Isotominae Schäffer, 1896
  - Aackia Yosii, 1966
  - Acanthomurus Womersley, 1934
  - Agrenia Börner, 1906
  - Antarcticinella Salmon, 1965
  - Araucanocyrtus Massoud & Rapoport, 1968
  - Axelsonia Börner, 1906
  - Azoritoma Greenslade & Potapov, 2008
  - Cheirotoma Bagnall, 1949
  - Chionobora Greenslade & Potapov, 2015
  - Desoria Agassiz & Nicolet, 1841
  - Ephemerotoma Potapov, Kahrarian, Deharveng & Shayanmehr, 2015
  - Folsomotoma Bagnall, 1949
  - Gnathisotoma Cassagnau, 1957
  - Halisotoma Bagnall, 1949
  - Heteroisotoma Stach, 1947
  - Hydroisotoma Stach, 1947
  - Isotoma Bourlet, 1839
  - Isotomedia Salmon, 1944
  - Isotomurus Börner, 1903
  - Kaylathalia Stevens & D'Haese, 2016
  - Marisotoma Fjellberg, 1997
  - Metisotoma Maynard, 1951
  - Misturasotoma Bernard & Christiansen, 2010
  - Mucronia Fjellberg, 2010
  - Myopia Christiansen & Bellinger, 1980
  - Najtia Arlé & Mendonça, 1986
  - Paracerura Deharveng & de Oliveira, 1994
  - Parisotoma Bagnall, 1940
  - Procerura Salmon, 1941
  - Psammisotoma Greenslade & Deharveng, 1986
  - Pseudisotoma Handschin, 1924
  - Pseudosorensia de Izarra, 1972
  - Pteronychella Börner, 1909
  - Semicerura Maynard, 1951
  - Sericeotoma Potapov, 1991
  - Setocerura Salmon, 1949
  - Skadisotoma Greenslade & Fjellberg, 2015
  - Spinocerura Salmon, 1941
  - Tibiolatra Salmon, 1941
  - Tomocerura Wahlgren, 1901
  - Vertagopus Börner, 1906
  - † Protodesoria Christiansen & Nascimbene, 2006
  - † Protoisotoma Christiansen & Pike, 2002
  - † Rhyniella Hirst & Maulik, 1926
- Pachyotominae Potapov, 2001
  - Bonetrura Christiansen & Bellinger, 1980
  - Coloburella Latzel, 1917
  - Jestella Najt, 1978
  - Pachyotoma Bagnall, 1949
  - Paranurophorus Denis, 1929
  - † Propachyotoma Christiansen & Nascimbene, 2006
- Proisotominae Stach, 1947
  - Ballistura Börner, 1906
  - Bellisotoma Soto-Adames, Giordano & Christiansen, 2013
  - Clavisotoma Ellis, 1970
  - Cliforga Wray, 1952
  - Dimorphotoma Grinbergs, 1975
  - Folsomides Stach, 1922
  - Folsomina Denis, 1931
  - Granisotoma Stach, 1947
  - Guthriella muskegis Börner, 1906
  - Isotopenola Potapov, Babenko, Fjellberg & Greenslade, 2009
  - Mucrotoma Rapoport & Rubio, 1963
  - Narynia Martynova, 1967
  - Proisotoma Börner, 1901
  - Scutisotoma Bagnall, 1949
  - Strenzketoma Potapov, Babenko & Fjellberg, 2006
  - Subisotoma Stach, 1947
  - † Burmisotoma Christiansen & Nascimbene, 2006
  - † Villusisotoma Christiansen & Nascimbene, 2006

## Publication originale
- Schäffer, 1896 : Die Collembolen der Umgebung von Hamburg und benachbarter Gebiete. Mitteilungen aus dem Naturhistorischen Museum in Hamburg, vol. 13, p. 149–216 (texte intégral).